# Station Częstochowa Mirów
Station Częstochowa Mirów is een spoorwegstation in de Poolse plaats Częstochowa.